# Medal von Kármána
Medal von Kármána – najważniejsza nagroda w dziedzinie obronności w krajach NATO, przyznawana za całokształt zaangażowania w międzynarodową współpracę naukowo-techniczną w ramach NATO oraz za wkład w działania NATO Science and Technology Organization. Medal jest przyznawany od 1972.